# Jaroslava Pokorná Jermanová
Jaroslava Pokorná Jermanová (* 17. srpna 1970 Karlovy Vary) je česká politička, od července 2024 poslankyně Evropského parlamentu, v letech 2013 až 2017 poslankyně a 1. místopředsedkyně Poslanecké sněmovny PČR, v letech 2016 až 2020 hejtmanka Středočeského kraje, předtím v letech 2004 až 2008 a opět od roku 2016 krajská zastupitelka, bývalá starostka a zastupitelka obce Krhanice, od roku 2014 zastupitelka města Benešov, v letech 2015 až 2022 místopředsedkyně hnutí ANO 2011. Poslankyní Poslanecké sněmovny PČR byla poté opět v letech 2021 až 2024.

## Život
Po absolvování gymnázia v Karlových Varech (1984 až 1988) vystudovala v letech 1988 až 1993 obor provoz a ekonomika na Provozně ekonomické fakultě Vysoké školy zemědělské v Praze (získala titul Ing.). Následně pracovala jako samostatná referentka ve firmě Helmut Neumann International, jako personalistka ve společnosti A.S.A. či jako asistentka ředitele v podniku Milford Praha s.r.o.
V letech 2007 až 2008 působila jako samostatná referentka v oddělení lidských zdrojů v rámci Regionálního operačního programu Střední Čechy. Od roku 2009 se živí jako manažerka maloobchodní sítě prodejen s nábytkem AKSAMITE nábytek s.r.o.
Angažovala se ve Svazu měst a obcí České republiky a byla rovněž místopředsedkyní Mikroregionu Týnecko (obojí v letech 2002 až 2006).
Z prvního manželství má syna Michala. Na zámku Konopiště se 18. června 2016 podruhé vdala za o patnáct let mladšího kadeřníka Jakuba Pokorného. Do manželství se v březnu 2019 narodila dcera Ema.

## Politické působení
Do politiky vstoupila, když byla v komunálních volbách v roce 1998 zvolena jako nezávislá kandidátka do Zastupitelstva obce Krhanice v okrese Benešov. Mandát zastupitelky obce obhájila opět jako nezávislá kandidátka v komunálních volbách v roce 2002. Navíc byla pro volebním období 2002 až 2006 zvolena i starostkou obce Krhanice. V roce 2004 vstoupila do ODS (čtyři roky předsedala místnímu sdružení ODS v Krhanicích). A právě za ODS kandidovala v komunálních volbách v roce 2006, ale tentokrát už neuspěla.
Do vyšší politiky vstoupila, když byla v krajských volbách v roce 2004 zvolena za ODS zastupitelkou Středočeského kraje. Působila rovněž jako místopředsedkyně krajského Finančního výboru. V krajských volbách v roce 2008 opět kandidovala, ale mandát se jí obhájit nepodařilo.
Ve volbách do Poslanecké sněmovny PČR v roce 2010 kandidovala za ODS ve Středočeském kraji, ale neuspěla. V roce 2011 ukončila své členství v ODS a o rok později vstoupila do hnutí ANO 2011, kde se v roce 2013 stala předsedkyní Krajské organizace pro Středočeský kraj. Ve volbách do Poslanecké sněmovny PČR v roce 2013 pak kandidovala za hnutí ANO 2011 jako lídryně ve Středočeském kraji a byla zvolena. Dne 27. listopadu 2013 byla zvolena místopředsedkyní Poslanecké sněmovny, když získala v tajné volbě 151 hlasů. Na základě rozhodnutí předsedy Sněmovny Jana Hamáčka se stala 1. místopředsedkyní dolní komory.
V komunálních volbách v roce 2014 byla zvolena za hnutí ANO 2011 zastupitelkou města Benešov (uspěla díky preferenčním hlasům, když se posunula z 9. na 4. místo, hnutí získalo ve městě 5 mandátů). V lednu 2016 se stala radní města. Na III. sněmu hnutí ANO 2011 byla na konci února 2015 zvolena místopředsedkyní hnutí. Uspěla v prvním kole volby, získala 124 hlasů ze 188 možných (tj. 66 %).
V krajských volbách v roce 2016 byla lídryní kandidátky hnutí ANO 2011 ve Středočeském kraji a byla zvolena zastupitelkou. Následně vítězné hnutí ANO 2011 uzavřelo koalici s druhým hnutím STAN, čtvrtou ODS a částí zastupitelů zvolených za TOP 09. Dne 18. listopadu 2016 byla na ustavujícím zasedání nového krajského zastupitelstva zvolena hejtmankou Středočeského kraje (obdržela 42 hlasů od 64 přítomných zastupitelů). K 3. lednu 2017 se vzdala mandátu poslankyně Poslanecké sněmovny PČR, a tím pádem i postu 1. místopředsedkyně dolní parlamentní komory. Koalice hnutí ANO se Starosty a ODS se během volebního období rozpadla a vznikla nová koalice ANO a ČSSD s podporou KSČM. Tato koalice vydržela až do konce volebního období.
Na IV. sněmu hnutí ANO 2011 v únoru 2017 obhájila post místopředsedkyně hnutí, obdržela 169 hlasů. Ještě předtím se neúspěšně pokusila získat funkci 1. místopředsedkyně (porazil ji však její kolega Jaroslav Faltýnek). Ve volbách do Poslanecké sněmovny PČR v roce 2017 opět kandidovala za hnutí ANO 2011 ve Středočeském kraji. Získala 14 553 preferenčních hlasů, a opět se tak stala poslankyní. Dne 24. listopadu 2017 se vzdala poslaneckého mandátu, nahradil ji Milan Pour.
V komunálních volbách v roce 2018 obhájila za hnutí ANO 2011 post zastupitelky města Benešov. V listopadu 2018 však opustila pozici radní města. Na V. sněmu hnutí ANO 2011 v únoru 2019 obhájila post místopředsedkyně hnutí (hlas jí dalo 140 ze 237 delegátů). Funkci zastávala do února 2022.
V krajských volbách v roce 2020 byla lídryní kandidátky hnutí ANO 2011 ve Středočeském kraji. Už před volbami byla hnutí ANO v kraji předpovídána prohra, působení Pokorné Jermanové jako hejtmanky bylo totiž vnímáno značně kontroverzně. Mandát krajské zastupitelky se jí nakonec podařilo obhájit, hnutí ANO však ve Středních Čechách skončilo až na třetím místě. Nestalo se součástí nové krajské koalice, a tak dne 16. listopadu 2020 ve funkci hejtmanky skončila. Nahradila ji Petra Pecková z hnutí STAN.
Ve volbách do Poslanecké sněmovny PČR v roce 2021 kandidovala za hnutí ANO 2011 na 3. místě ve Středočeském kraji. Získala 5 168 preferenčních hlasů, a stala se tak poslankyní.
V komunálních volbách v roce 2022 kandidovala do zastupitelstva Benešova jako lídryně kandidátky subjektu „SPOLEČNĚ PRO BENEŠOV – ANO 2011 a nezávislí kandidáti“. Mandát zastupitelky města se jí podařilo obhájit.
V roce 2024 kandidovala ze sedmého místa kandidátní listiny hnutí ANO v červnových volbách do Evropského parlamentu. Vlivem preferenčních hlasů (49 683 hlasů) se posunula na druhé místo kandidátky, a stala se tak poslankyní Evropského parlamentu. Na konci června 2024 rezignovala na mandát poslankyně Poslanecké sněmovny PČR. Ve Sněmovně ji nahradil Miroslav Samaš. V krajských volbách v roce 2024 obhájila mandát krajské zastupitelky.

## Kauzy v souvislosti s hejtmankou

### Externí poradci
V roce 2017 internetový portál Seznam Zprávy zjistil, že krajský úřad, respektive kancelář hejtmanky, najímal několik desítek externistů, kterým platil řádově desetitisíce měsíčně za externí služby, jednalo se například o „sledování aktuálního dění a poskytování zpětné vazby“, „analýzu hudebních festivalů“, „přehled vánočních zvyků“ nebo „monitoring činnosti ostatních krajů“. Krajský úřad odmítl sdělit jména poradců a opodstatněnost takových analýz, pouze interním auditem konstatoval, že analýzy objednal v souladu se zákonem. O analýzách však nebyli jakkoli seznámeni vedoucí úseků s jejichž odpovědností práce souvisely.

### Služební auto pro manžela hejtmanky
Internetový portál Seznam Zprávy v roce 2018 zjistil, že hejtmanka jedno z aut (Škoda Superb), které jí kraj přidělil, zcela přenechala manželovi. Ten vůz využíval k soukromým záležitostem. Hejtmanka se omluvila a slíbila neopakování situace „odstavením“. Mezi hejtmany se jedná o ojedinělou věc. Naopak hejtmanka argumentuje, že ve firemní sféře je takové využití běžné. V roce 2020 Seznam Zprávy zjistily, že hejtmanka získala nové auto, které dle smluv může opět manžel využívat. Krajský úřad odmítal poskytnout další informace k užívaní vozů hejtmankou a informace vydal až poslední den lhůty vydané informačním příkazem ministerstva vnitra.

### Rozhodování o střetu zájmů Andreje Babiše
Transparency International podala v srpnu 2018 oznámení o podezření ze spáchání přestupku k Městskému úřadu v Černošicích. Domnívala se, že Andrej Babiš porušuje zákon tím, že nadále ovládá Agrofert, což mu zákon jako členovi vlády zakazuje. To na základě faktů, že na Slovensku je Andrej Babiš veden u koncernu Agrofert jako obmyšlený neboli „konečný užívaťel výhod“ a že na činnost svěřenského fondu dohlíží jeho manželka. Černošický městský úřad v lednu 2019 Babišovi uložil za přestupek proti zákonu o střetu zájmů pokutu 200 tisíc korun. Premiér Babiš se odvolal, krajský úřad pod vedením hejtmanky Jermanové po reorganizaci relevantních úseků v březnu rozhodnutí Černošic zrušil. Shledával v postupu černošických úředníků procesní i další nedostatky. Černošice v srpnu rozhodly podruhé stejně. Krajský úřad pak řízení pravomocně zastavil v září. Babiš rozhodnutí městského úřadu v Černošicích považoval za zpolitizované, o rozhodnutí krajského úřadu si to však nemyslel. Jermanová spojení s rozhodnutím úřadu odmítala. Evropská komise však střet zájmů potvrdila a odmítla nadále proplácet dotace pro Agrofert českému státu.

### Údržba silnic
V roce 2019 pořad Reportéři ČT zjistil, že Středočeská správa silnic pro údržbu silnic vypisuje zakázky bez výběrových řízení (tzn. s předem vybranou firmou) a s nejasnými zadáními. V prvním případě opravy silnice profesoři z ČVUT rozporovali tvrzení úřadů, že bylo opraveno 5 km komunikace, zatímco dle jejich názoru bylo opraveno pouze 4,2 km, dále pak kvalitu práce. V druhém případě šlo o ořez zeleně kolem komunikace, ve kterém dle názoru soudní znalkyně nebyla práce vůbec provedena. O rok později na úřadu zasahovala Národní centrála proti organizovanému zločinu v blíže nespecifikovaném zahájeném trestním řízení.

### Trestní oznámení na záchranářku a web Náš region
V roce 2020 podala trestní oznámení na zaměstnankyni krajské záchranné služby Veroniku Brožovou poukazující v otevřeném dopise na chybějící ochranné pomůcky, rovněž tak na web Náš region, který dopis otiskl. Policie trestní oznámení hejtmanky na počátku června 2020 odložila.
Dne 17. března 2020 v době v Česku vrcholící pandemie nemocí covid-19 napsala záchranářka otevřený dopis adresovaný přímo hejtmance Jermanové, v němž žádala ujištění o brzkém poskytnutí ochranných prostředků. Text následně použil a uveřejnil internetový portál Náš region. O více než dva měsíce později Středočeský kraj i osobně hejtmanka Jermanová kontaktovaly policii a na portál bylo podáno trestní oznámení za „šíření poplašné zprávy“. Středočeský kraj tvrdí, že tvrzení pracovnice se nezakládá na pravdě a že ochranných prostředků byl zajištěn dostatečný počet, ačkoli předchozí den (16.3.) hejtmanka žádala veřejnost o ochranné prostředky sama prostřednictví sociální sítě Twitter. Vystupující oslovení odborníci v Reportérech ČT popsali chování krajského úřadu jako šikanózní a zneužívající policii k zastrašení jakékoli kritiky. Portál i záchranářka chování úřadu odsoudili.